# Bubbies
Bubbies eller Bubbies Homemade Ice Cream and Desserts är en glasstillverkare i Hawaii. Företaget grundades 1985 i Honolulu, men huvudkontor och produktion ligger nu i Aiea. Företaget säljer glasstårtor och mochiglass i såväl USA som i flera andra länder.  Bubbies mochiglass har röstats fram som läsarnas val i Honolulu Magazine och har varit med på Oprah Winfreys så kallade O-lista i hennes O – The Oprah Magazine.  